# Christian Stegmann
Christian Stegmann (*  1965 in Stuttgart) ist ein deutscher Astroteilchenphysiker.

## Ausbildungsgang
Christian Stegmann begann im Wintersemester 1986 ein Physikstudium an der Rheinischen Friedrich-Wilhelms-Universität Bonn.  Das Physikalische Institut ist bekannt für seinen Teilchenbeschleuniger Elektronen-Stretcher-Anlage (ELSA) und organisiert die Wolfgang-Paul-Vorlesungen mit Physikern von Weltrang.
An diesem Institut fertigte Stegmann von Mitte 1991 bis Mitte 1992 seine Diplomarbeit zum Thema Das ZEUS-Uran-Kalorimeter – Test der Ausleseelektronik und Untersuchungen zur Rekonstruktion von Ladung und Zeit an. Seinen Studienabschluss erlangte er Mitte 1992 als Diplomphysiker in der Vertiefungsrichtung Kernphysik. Er war von Oktober 1988 bis Juli 1992 Stipendiat der Friedrich-Ebert-Stiftung.
Nach dem Studium folgte ein Forschungsaufenthalt am CERN in Genf von Oktober 1992 bis zum Juli 1995. Seinen Aufenthalt dort schloss er ab mit der Promotion im Juli 1995 an der Albert-Ludwigs-Universität Freiburg mit einer Dissertation zum Thema Messung der mittleren Lebensdauer von b-Baryonen mit dem OPAL Detektor am LEP.

## Tätigkeit als Physiker
Nach seiner Promotion hatte Stegmann zunächst  von 1995 bis 2000 eine Anstellung am DESY Zeuthen als Fellow. Am Beginn seiner Berufstätigkeit war er mit der Entwicklung, dem Bau und dem Betrieb von Honigwabendriftkammern für das HERA-B-Experiment befasst.
Stegmann wechselte dann an die Humboldt-Universität zu Berlin (HUB) an den Lehrstuhl von Thomas Lohse und war hier von April 2000 bis März 2005 leitender wissenschaftlicher Mitarbeiter der H.E.S.S.-Arbeitsgruppe.
Danach ging Stegmann an die Universität Erlangen-Nürnberg. Hier nahm er zunächst von April 2005 bis zum März 2006 eine Vertretungsprofessur für Experimentalphysik wahr. Anschließend wurde er als Professor für Experimentalphysik berufen und übte diese Professur von März 2006 bis August 2008 aus. Danach erlangte er eine Berufung als Professor für Physik und übte diese von September 2008 bis zum September 2011 aus.
Seit Oktober 2011 ist er Leiter des Standortes DESY Zeuthen. Er war bis Ende 2018 gleichzeitig Vertreter des DESY-Direktoriums in Zeuthen und ist seit 2019 einer der DESY-Direktoren. Parallel zu dieser Tätigkeit hat Stegmann seit 2011 eine Professur für Astroteilchenphysik an der Universität Potsdam inne.

## Publikationen
- Markus Holler; Peter Eger; Fabian Schöck; Kathrin Valerius; Philipp Willmann; Christian Stegmann:  A model to reproduce the emission of young pulsar wind nebulae.  In: AIP Conference Proceedings 1505 (2012), S. 337–340. Friedrich-Alexander-Universität Erlangen-Nürnberg (FAU), 2012, urn:nbn:de:bvb:29-opus-39773